# David Ellefson

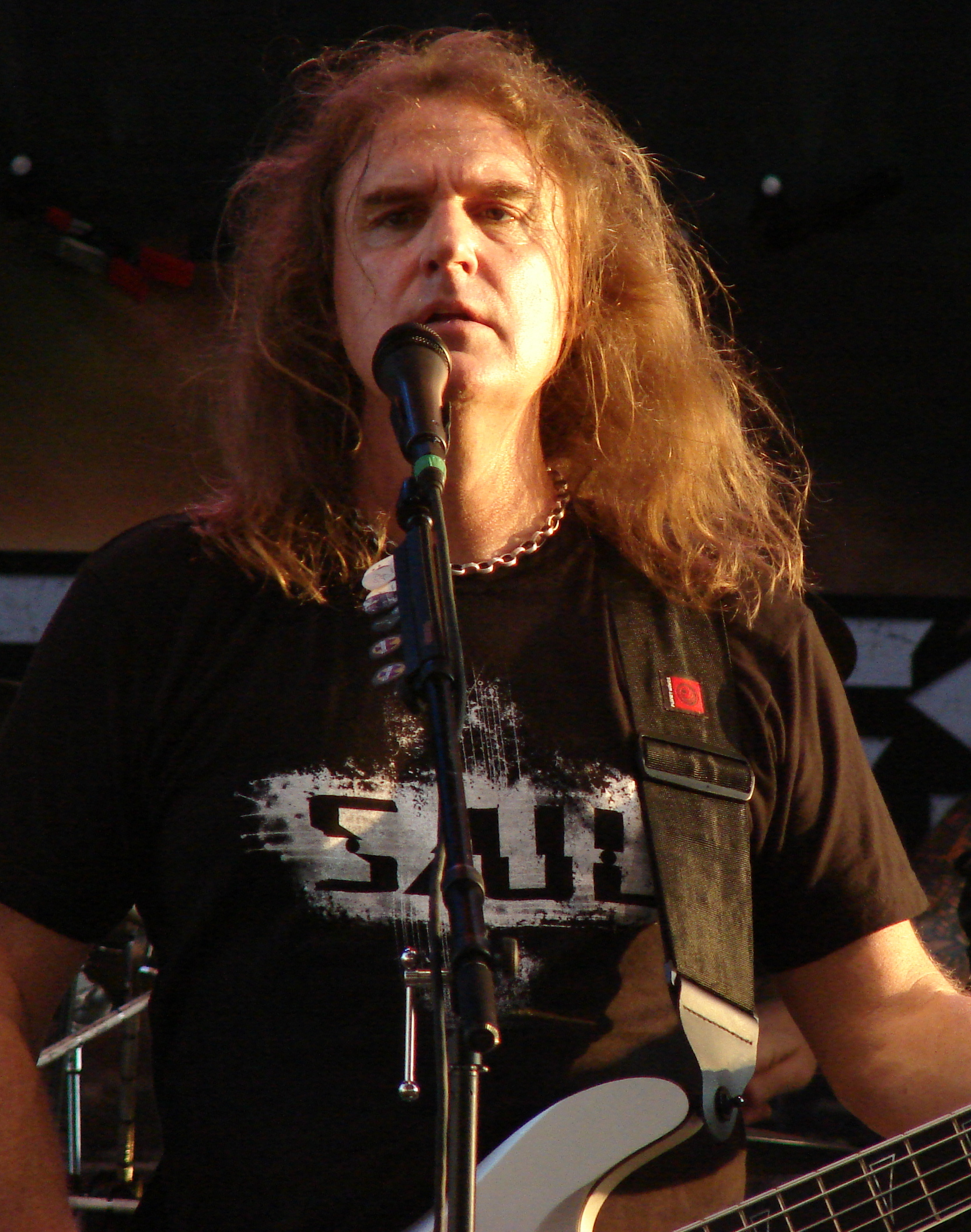
Dave Ellefson live bei der Illinois State Fair 2019

David „Dave“ Ellefson (* 12. November 1964 in Jackson, Minnesota) ist ein US-amerikanischer Bassist und vor allem aufgrund seiner Aktivitäten bei der Metal-Band Megadeth bekannt. Er galt als Ruhepol und Mediator der Band.

## Werdegang
Ellefson zählte 1983 zu den Gründungsmitgliedern von Megadeth. Nach einer Meinungsverschiedenheit mit Megadeth-Sänger und Gitarrist Dave Mustaine, der Rechte von Megadeth-Aufnahmen ohne Ellefsons Genehmigung weiterverkaufte, verließ er die Band 2002 und trat erst wieder 2010 bei.
Nach seinem Ausstieg spielte er kurzzeitig bei Soulfly. 2004 gründete er auch die Thrash-Metal-Band Temple of Brutality. Unter anderem betrieb er dann mit dem ehemaligen Megadeth-Drummer Jimmy DeGrasso die Band F5.
Im Januar 2010 veröffentlichte er gemeinsam mit dem ehemaligen Manowar-Drummer Rhino die CD Kingdom of Evil ihrer neu gegründeten Melodic-Metal-Band Angels of Babylon. Am 9. Februar 2010 gab er auf seiner Homepage seine Rückkehr zu Megadeth bekannt.
Am 14. Januar 2014 kam eine EP namens Altitudes & Attitude heraus, die Ellefson gemeinsam mit Frank Bello aufgenommen hat. Die Band heißt ebenfalls Altitudes & Attitude und wird ergänzt von Jeff Friedl (The Beta Machine). 2019 erschien ihr Debütalbum namens Get It Out. Ebenfalls 2014 ließ sich Ellefson zum Pastor weihen und steht seitdem einer christlichen Gemeinde vor.
Am 12. Februar 2017 gewann Ellefson zusammen mit Dave Mustaine, Kiko Loureiro und Chris Adler den Grammy Award for Best Metal Performance für den Megadeth-Song Dystopia (vom gleichnamigen Album) bei den 59. Grammy Awards. 2019 spielte er bei zwei Stücken auf dem Album von Mark Morton, Anesthetic.
Nachdem er bereits 2013 seine erste Autobiografie My Life with Deth herausbrachte, die er gemeinsam mit Joel McIver verfasste – mit einem Vorwort von Alice Cooper – erschien 2019 der Nachfolger More Life with Deth, den er mit seinem Geschäftspartner Thom Hazaert schrieb. Diesmal verfasste McIver das Vorwort, zahlreiche bekannte Rock- und Metal-Musiker wie etwa Cooper, Brian Welch oder K.K. Downing beteiligten sich.
Am 24. Mai 2021 gaben Megadeth die Trennung von David Ellefson bekannt, nachdem von dem verheirateten Bassisten pikante Videochats mit einer anderen Dame öffentlich wurden. Seine bereits aufgenommenen Bassspuren für das in der Entstehung befindliche neue Album wurden von der Band gelöscht.
Nach seinem Aus bei Megadeth gründete Ellefson die Band The Lucid, gemeinsam mit Schlagzeuger Mike Heller (Fear Factory, Malignancy), Gitarrist Drew Fortier (ex Bang Tango, Chuck Mosley) und Sänger Vinnie Dombroski (Sponge, Spys4Darwin). Zwischen September und Oktober 2021 erschienen drei Singles, Maggot Wind, Damned und Hair. Am 15. Oktober 2021 erschien ihr selbstbetiteltes Debüt.
Ellefson betreibt zudem ein Musiklabel, Ellefson Music Productions beziehungsweise EMP Label Group. Darüber hinaus gründete er 2019 Ellefson Films und brachte den Horrorfilm Dwellers mit Drew Fortier heraus.

## Diskografie
Mit Megadeth
- siehe Megadeth/Diskografie

Solo (als David Ellefson)
- Sleeping Giants (2019)

Mit anderen
- Soulfly – Prophecy (2004)

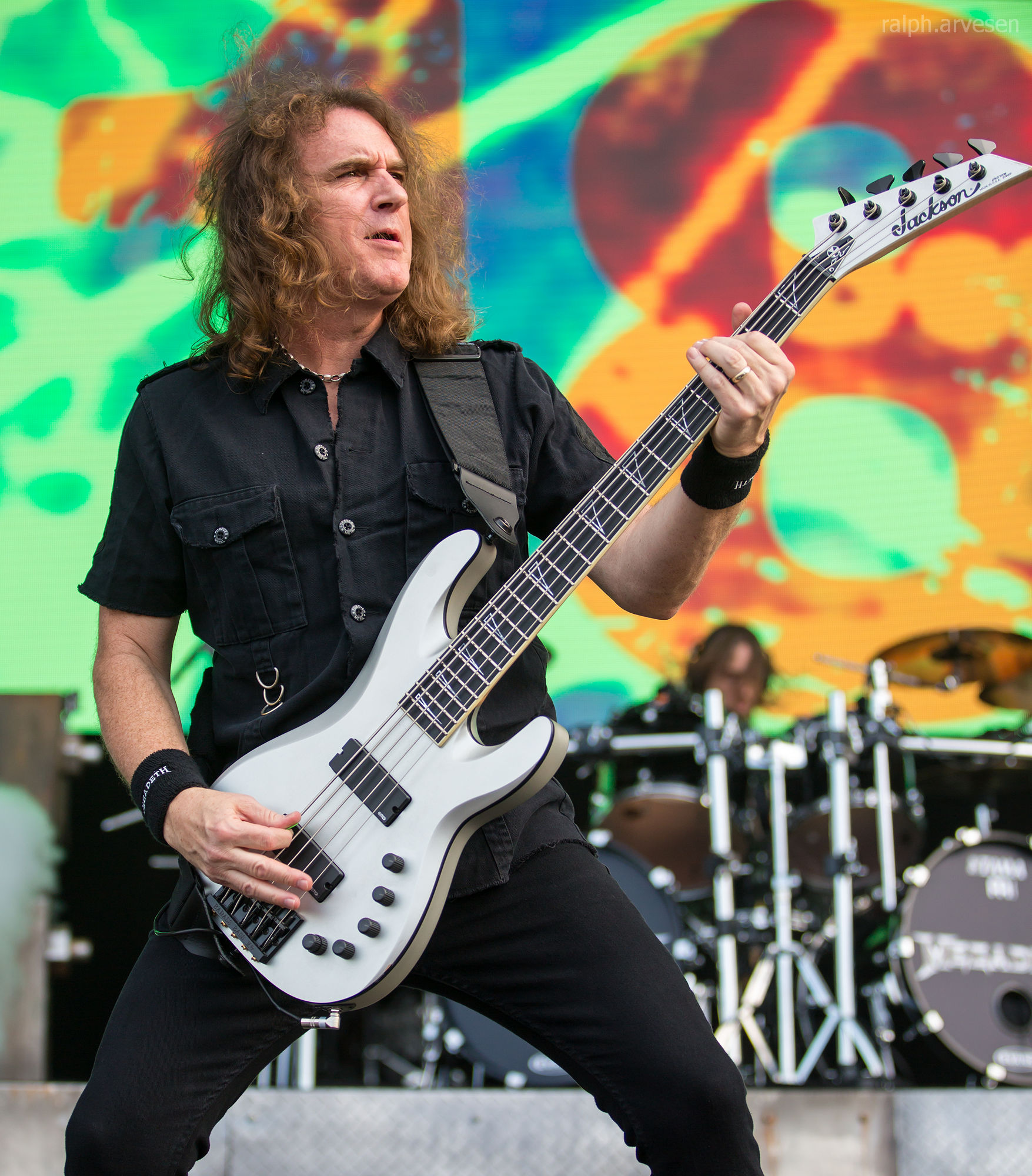
Ellefson mit Megadeth in San Antonio, Texas 2016

- F5 – A Drug for All Seasons (2005)
- Avian – From the Depths of Time (2005)
- Temple of Brutality – Lethal Agenda (2006)
- Necro – Death Rap (2007)
- Killing Machine – Metalmorphosis (2006)
- F5 – The Reckoning (2008)
- Tim „Ripper“ Owens – Play My Game (2009)
- Angels of Babylon – Kingdom of Evil (2010)
- Gus G. – I Am the Fire (2014)
- Johnny Wore Black – Walking Underwater Pt. 2 (2014)
- Metal Allegiance – Metal Allegiance (2015)
- Operation: Mindcrime – The Key (2015)
- Metal Allegiance – Volume II: Power Drunk Majesty (2018)
- Altitudes & Attitude – Get It Out (2019)
- Mark Morton – Anesthetic (2019) (Titel 4 und 10)
- The Lucid – The Lucid (2021)